# Buchanan (by)
 For alternative betydninger, se Buchanan. (Se også artikler, som begynder med Buchanan)
Buchanan er en by i det vestlige Liberia, beliggende på landets atlanterhavskyst og sydøst for hovedstaden Monrovia. Byen har et indbyggertal på cirka 75.000.